# البطولات الأسترالية 1949 (كرة مضرب)
هنا قائمة بالبطولات الأسترالية لكرة المضرب, المعروفة الآن باسم أستراليا المفتوحة لسنة 1949:

## الكبار

### فردي رجال
فرانك سيدجمان هزم  جون برومويتش 6-3 6-2 6-2

### فردي سيدات
دوريس هارت هزم  نانسي واين بولتن 6-3, 6-4